# Beatrice Duodu Owusu
Beatrice Duodu Owusu (Ghana, 13 de diciembre de 1996) es una periodista española de origen ghanés especializada en periodismo social.

## Trayectoria
Llegó a España con 4 años, pero no recibió la nacionalidad española hasta 2020. Vive en Vic. Su trabajo se centra en la lucha antirracista, y ha sido moderadora y conferenciante en diversos eventos relacionados.
Se licenció con honores en Periodismo en la Universidad Autónoma de Barcelona en 2018. Su Trabajo de Fin de Grado, titulado On són les dones negres? Feminisme africà i la representació de les dones africanes a la premsa catalana (¿Dónde están las mujeres negras? Feminismo africano y la representación de las mujeres africanas en la prensa catalana), fue galardonado como uno de los mejores con perspectiva de género en los premios que otorga la universidad. Trata sobre la infrarrepresentación de las mujeres negras en los diarios catalanes y la mala visibilidad que se les da cuando aparecen.
Duodu es la primera mujer negra en presentar un programa de TV3, concretamente la rueda nocturna del canal 3/24, desde el 3 de octubre del 2022. Se ha equiparado este hito a la incorporación inminente de Maria Bouabdellah Shaimi al canal de televisión infantil SX3. Antes, en 2019, había participado en Planta Baja y había trabajado como reportera, locutora y redactora para medios como RAC1 y RTVE, la revista del Colegio de Periodistas de Cataluña y El 9 Nou. También ha colaborado con Media.cat y el Teatre Barcelona.